# Бело Село
Бело Село је насељено место у саставу општине Фужине у Приморско-горанској жупанији, Република Хрватска.

## Историја
До територијалне реорганизације у Хрватској насеље се налазило у саставу старе општине Делнице.

## Становништво
На попису становништва 2011. године, Бело Село је имало 50 становника.